# Eisenbahnwagenförderanlage

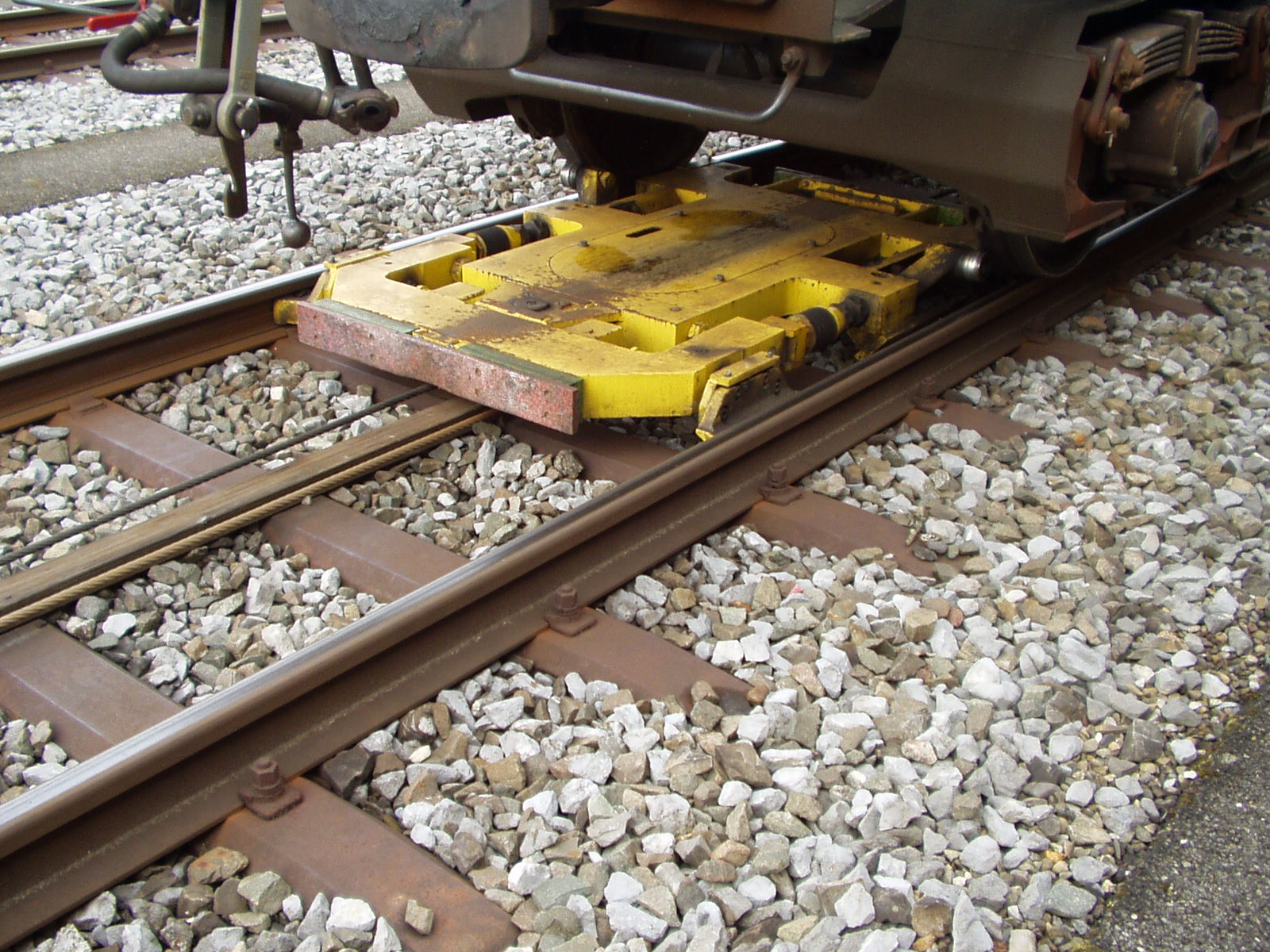
Ein Förderwagen in Arbeitsstellung

Warnzeichen

Eine Eisenbahnwagenförderanlage (veraltet auch Beidrückanlage genannt) schiebt und reguliert automatisch Eisenbahnwagen im Gleis bis zu einem definierten Punkt, in der Regel das Ende des Gleises oder bis zur im Gleis stehende Wagensäule.
Förderanlagen werden benötigt, um in Rangierbahnhöfen während des Ablaufbetriebes die maximale Füllung der Gleise zu beschleunigen, sowie das kuppelreife Aufstellen der abgelaufenen Güterwaggons ohne die Hilfe einer Rangierlok zu gewährleisten.
Eine Eisenbahnwagenförderanlage besteht aus einer Seilförderanlage (ca. 750 m lang) und einer elektronischen Steuerung, die sowohl den Zielpunkt des ablaufenden Eisenbahnwagens permanent errechnet als auch die Vorwärts- und Rückwärtsbewegung des Förderwagens und dessen Geschwindigkeit regelt.
Förderwagen fahren mit Rollen auf den Schienensteg, unterhalb des Niveaus des Schienenkopfes. Im Förderwagen befinden sich Förderrollen, die paarweise an den zu fördernden Radkranz geklappt werden können. Dann kann der Eisenbahnwagen bis zum Ziel verschoben werden. Wird die Geschwindigkeit des Wagens zu schnell, können moderne Förderanlagen unter dem Rad "hindurch tauchen" und mit anderen Förderarmen den Wagen am Radkranz bremsen. Es gibt auch einseitig fördernde Förderwagenbauformen, diese nehmen nur die Hälfte des Gleiszwischenraumes ein. Die Seilantriebsstationen sind als Unterflurgruben entweder im Gleis oder neben dem Gleis in der Gleisgasse angeordnet. Die Förderwagen werden bei Nichtbedarf in sogenannten Garagenstationen in eine Ruhestellung gefahren. 
Im Bergbau werden ähnliche Anlagen für die automatisierte Entladung und Beschickung von Schachtförderanlagen mit Förderloren bzw. Materialtransportwagen verwendet. Im sog. Wagenumlauf an der Hängebank transportieren in Gleismitte an Ketten montierte Mitnehmer die aus dem Förderkorb kommenden Loren zur Entladestelle und von dort zurück zum Schacht. Produzenten der Bahnanlagen waren die Firma Pinsch-Tiefenbach und das FEW-Blankenburg.